# Margarita Villalta de Sánchez
Rosa Margarita Villalta de Sánchez (sinh ngày 4 tháng 4 năm 1950) là một nhà hoạt động, chính trị gia và công chúng ở Salvador. Bà là vợ của Tổng thống Salvador Sánchez Cerén, bà đã từng là Đệ nhất Phu nhân El Salvador kể từ ngày 1 tháng 6 năm 2014.
Villalta sinh ngày 4 tháng 4 năm 1950, tại thành phố Quezaltepeque, Khu vực hành chính La Libertad, tới Cristina Villalta và Marcos Morales. Năm 1968, bà kết hôn với Salvador Sánchez Cerén, họ có bốn đứa con..
Là Đệ nhị Phu nhân của đất nước, Villalta de Sánchez phục vụ như là điều phối viên của Comisión de Acción xã hội (CAS), hoa hồng dưới văn phòng phó chủ tịch phát triển chương trình cho phụ nữ và trẻ em trong nước.
Margarita Villalta de Sánchez trở thành Đệ nhất Phu nhân của El Salvador vào ngày 1 tháng 6 năm 2014, sau khi khánh thành người chồng, một cựu chỉ huy phiến quân cánh tả trong cuộc nội chiến Salvador. Vào ngày 11 tháng 6 năm 2014, Margarita Villalta de Sánchez tuyên thệ nhậm chức Giám đốc Học viện Salvadoreño para el Desarrollo Integral de la Niñez y la Adolescencia (ISNA), một tổ chức chính phủ làm việc với trẻ em và thanh thiếu niên. Người đứng đầu của 18 cơ quan chính phủ khác và các sở cũng đã tuyên thệ nhậm chức trong khuôn viên Presidential de Prescencial Óscar Arnulfo Romero tại Casa Presidencial.
Tổng thống và Đệ nhất Phu nhân thông báo rằng họ sẽ cư trú tại nhà của họ trong suốt thời gian của họ, thay vì Casa Presidencial, nơi cư trú chính thức của tổng thống. Vào tháng 7 năm 2014, cặp đôi đã chuyển đổi Casa Presidencial thành một bảo tàng và trung tâm nghệ thuật, với các tác phẩm của 45 nghệ sĩ Salvador.